# Spiroplasma virus R8A2B
Espèce
Synonymes
- Spiroplasma phage 1-R8A2B[1]

Spiroplasma virus R8A2B est une espèce de bactériophages filamenteux du genre Vespertiliovirus et de la famille des Plectroviridae. Ce virus appartient au groupe des virus à ADN à simple brin. 
Il a de nombreux synonymes, comme SpV1-R8A2 B, Spiroplasma phage 1 et Spiroplasma virus 1, SpV1 (à ne pas confondre avec simplement « SpV1 » qui désigne l'ensemble du groupe morphologique 1 des virus de phytoplasmes).
SpV1-R8A2 B infecte le phytoplasme Spiroplasma citri, bactérie phytopathogène de la classe des Mollicutes, responsable de la maladie du stubborn des agrumes.

## Référence biologique
- (en) ICTV : Spiroplasma virus R8A2B  (consulté le 12 février 2021)